# Johann Georg Vogel (Geistlicher)
Johann Georg Vogel (* 12. Februar 1739 in Steindörfel; † 21. Januar 1826 in Muskau (heute Bad Muskau)) war ein deutscher evangelischer Geistlicher und Bienenzüchter.

## Leben

### Familie
Johann Georg Vogel war der Sohn des Dorfschusters Johann Ernst Vogel (* um 1703; † 17. Februar 1769) und dessen Ehefrau, einer geborenen Domsch.
Am 19. November 1777 heiratete er Johanna Friederike Christiane Richter, die Tochter eines Görlitzer Zolleinnehmers. Aus der Ehe gingen sechs Kinder hervor, wovon nur zwei verheiratete Töchter den Vater überlebten.

### Werdegang
Nach dem Schulbesuch am Gymnasium (heute Augustum-Annen-Gymnasium) in Görlitz war Johann Georg Vogel dort anfangs Hauslehrer, bevor er sich 1759 an der Universität Göttingen zu einem Theologiestudium immatrikulierte und unter anderem Vorlesungen bei Johann Matthias Gesner, Samuel Christian Hollmann, Abraham Gotthelf Kästner, Johann Christoph Gatterer, Jakob Wilhelm Feuerlein, Christian Wilhelm Franz Walch, Paul Jacob Förtsch, Johann David Heilmann, Gottfried Less und Johann David Michaelis hörte. Während des Studiums wurde er durch Gerlach Adolph von Münchhausen gefördert und besuchte für drei Jahre das Seminarium philologicum, das von Christian Gottlob Heyne geleitet wurde. 1765 beendete er das Studium, kehrte in die Heimat zurück und wurde Hofmeister beim Landsyndikus Christian Friedrich Jakob Janus (1715–1790) in Bautzen. 
1768 wurde er durch den Standesherrn Georg Alexander Heinrich Herrmann von Callenberg als Hofprediger nach Muskau berufen; 1775 erfolgte seine Ernennung zum Archidiakonus und wendischen Prediger. Seit 1776 war er Superintendent; sein Stellvertreter war Johann Gottfried Petrick, der einen Tag vor ihm verstarb. Sie wurden beide am 25. Januar 1826 beigesetzt. 
Er war Konsistorialassessor und Rektor der Stadtschule in Muskau; dazu war er auch Generalinspektor der Schulen der Standesherrschaft Muskau. 
Aufgrund des Grauen Stars erblindete Johann Georg Vogel innerhalb von sechs Jahren. 
Er beschäftigte sich, gemeinsam mit dem Pfarrer Adam Gottlob Schirach, intensiv mit der Bienenzucht und verfasste 1774 ein Werk hierzu; Zarin Katharina II. entsandte aus diesem Grund Experten zum Studium der Bienenzucht in die Oberlausitz. 

## Mitgliedschaften
Johann Georg Vogel war Mitglied mehrerer gelehrter Gesellschaften, unter anderem seit 1779 der Deutschen Gesellschaft der Wissenschaften und der physikalisch-oeconomischen Bienengesellschaft in Oberlausitz, deren Senior er war.

## Schriften (Auswahl)
- An bello plures, quam alia ratione e vita discedant homines. Bautzen, 1767.
- Empfindungen eines Christen bei dem Anblick einer schönen Gegend. Bautzen, 1767.
- Versuch einer Schilderung von der natürlichen Schönheiten der Gegend von Muskau. Bautzen, 1769.
- De celeri Israëlitar in Aegypto propagatione. Görlitz, 1772.
- Beruhigung der Christen bei den traurigen Aussichten des 1772. Jahres. Görlitz, 1772.
- Vorrede zu Schirachs Waldbienenzucht, nebst dessen Lebensbeschreibung und einer Abhandlung von der wilden Bienenzucht zu Muskau. Breslau, 1774 (Digitalisat).
- Der Clementinentag bei Muskau. Görlitz, 1784 (Digitalisat).